# 分段
在數學中，分段定義的函數稱為分段函數，是由多個子函數而定義的，施加到主函數的域的一定的時間間隔的每個子函數（子域）。分段實際上是一種表達函數的方式，而不是函數本身的一個特徵，但是具有額外的限定，可以描述函數的本質。例如，分段多項式函數是在其每個子域上是多項式的函數，但是每個子域上可能是不同的。
字分段也用來描述適用於每件分段定義的函數的任何屬性，但不一定保持為函數的整個域。一個函數是分段微分的或分段連續微分的，如果每個子塊在整個子域內是可區分的，即使整個函數在塊之間的點上可能是不可區分的。在凸分析中，導數的概念可以被分段函數的子導數的概念取代。儘管分段定義中的“塊”不一定是間隔，但是除非是間隔，否則函數不被稱為分段線性、分段連續或分段可微。

## 符號和解釋

絕對值函數的圖形

分段函數使用通用函數表示法來定義，其中函數的主體是函數和相關子域的數組。至關重要的是，在大多數情況下，只有有限數量的子域，每個子域必須是一個區間，以便將整個函數稱為分段。例如，考慮絕對值函數的分段定義：
{\displaystyle |x|={\begin{cases}-x,&{\mbox{if }}x<0\\x,&{\mbox{if }}x\geq 0\end{cases}}}
對於{\displaystyle x}小於零的所有值，使用第一個函數（{\displaystyle -x}），它將取消輸入值的符號，使負數為正數。對於x大於或等於零的所有值，使用第二個函數（{\displaystyle x}），它對輸入值本身進行簡單計算。
考慮分段函數{\displaystyle f(x)}在{\displaystyle x}的特定值處計算：
| {\displaystyle x}              | {\displaystyle f(x)}           | 使用的函數         |
| ------------------------------ | ------------------------------ | ------------------ |
| -3                             | 3                              | {\displaystyle -x} |
| -0.1                           | 0.1                            | {\displaystyle -x} |
| 0                              | 0                              | {\displaystyle x}  |
| {\displaystyle {\frac {1}{2}}} | {\displaystyle {\frac {1}{2}}} | {\displaystyle x}  |
| 5                              | 5                              | {\displaystyle x}  |

## 連續性

在兩側由不同二次函数組成的分段函數

如果滿足以下條件，則分段函數在給定的時間間隔內是連續的：
- 它在整個間隔中被定義。
- 其構成函數在該間隔上是連續的。
- 在該區間內的子域的每個端點處不存在不連續性。

例如，圖中的函數在其子域中是分段連續的，但在整個域中是不連續的。圖中的函數包含跳躍不連續性{\displaystyle x_{0}}。

## 應用
在應用的數學分析中，已經發現分段函數與人類視覺系統的許多模型一致，其中在第一階段將圖像感知為包括由邊緣分隔的平滑區域。特別是，剪切片已經被用作表示系統來提供2D和3D中該模型類的稀疏近似。

## 常見示例
分段函數的具體實例包括：
- 阶跃函数，由常量函數組成的分段函數。
  - Boxcar 函数
  - 单位阶跃函数
  - 符号函数
- Piecewise linear function，由線段組成的分段函數。
  - 絕對值
- 破碎的冪定律，由冪定律組成的分段函數。
- 样条函数，由多項式函數組成的分段函數，在多項式片段連接處具有高度的平滑度。
  - B-样条
- PDIFF